# Ulsterské obranné sdružení

Vlajka s rudou rukou

Ulsterské obranné sdružení/Ulsterští bojovníci za svobodu (anglicky Ulster Defence Association/Ulster Freedom Fighters se zkratkou UDA/UFF) je loajalistická paramilitární skupina operující v Severním Irsku od počátku 70. let 20. století. Hlavním deklarovaným cílem této organizace je boj proti Irské republikánské armádě a ochrana protestantských komunit na území Severního Irska.

## Vznik UDA
Vznik skupin předcházejících UDA/UFF spadá do 60. let 20. století, kdy rostoucí nevraživost mezi katolíky a protestanty na území Severního Irska vyvolala ozbrojené nepokoje. V tomto období se znovu začala formovat Irská republikánská armáda (IRA), ideově a organizačně navazující na stejnojmennou organizaci z počátku 20. stol., a začala se plně zapojovat do narůstajícího konfliktu. Mezi její aktivity patřila také ochrana katolického obyvatelstva před útoky protestantských ozbrojenců. Akce IRA a zároveň neschopnost úřadů a oficiálních pořádkových sil vyřešit násilnosti vyvolaly rostoucí počet členů protestantských paramilitárních skupin, které ale zatím, na rozdíl od IRA, neměly žádnou ucelenou organizační strukturu. Tyto malé skupiny se skládaly zejména z obyvatel dělnických čtvrtí měst Belfast a Derry a jejich primárním cílem bylo chránit protestantské občany.
Nutnost zastřešit tyto malé paramilitární organizace vedla v roce 1971 ke společným schůzkám jejich vedoucích představitelů a výsledkem jednání bylo vytvoření organizace UDA (Ulster Defence Association – Ulsterské obranné sdružení). Primárním posláním UDA byl militantní boj proti IRA, ochrana protestantských obyvatel Severního Irska a zachování Ulsteru jako součásti Spojeného království.
Organizačně přejala UDA strukturu britské armády. Každý ze šesti severoirských obvodů měl svoji vlastní brigádu, která byla dále rozdělena na prapory a dále na roty. Velitelé brigád a ostatní významní členové UDA společně tvořili hlavní velení organizace s názvem „Vnitřní Rada“ (Inner Council).

## Násilná kampaň a vznik UFF

Mural UFF v Belfastu

Od založení UDA začala podnikat násilné útoky hlavně proti příslušníkům katolické komunity Ulsteru. Jejich útoky byly prováděny převážně v malých skupinách nejčastěji proti individuálním cílům. Preferované byly střelné a chladné zbraně. UDA téměř nepoužívala bombové útoky, které byly poměrně obvyklé u jiných paramilitárních skupin působících v severoirském konfliktu.
V roce 1972 UDA začala stavět barikády kolem mnoha protestantských čtvrtí jako odpověď na stejné akce IRA. Tímto se v mnoha městech vytváří zóny „zákazu vstupu“ a narušitelé nepatřící ke komunitě obývající tyto zóny byli tvrdě perzekvováni nebo rovnou na místě zavražděni.
Roku 1973 se rada UDA rozhodla, také kvůli stále rostoucímu počtu zatčených členů, vytvořit krycí organizaci s názvem Ulsterští bojovníci za svobodu (Ulster Freedom Fighters – UFF). Kvůli tomu, že za všechny útoky páchané UDA se přihlašovala UFF, zůstala samotná UDA až do roku 1992 legální. UFF byla označena za teroristickou organizaci už v roce 1973. I když byla UFF hlavně krycí organizací UDA, měla i svoji vlastní strukturu. Velitelé brigád vybírali nejschopnější bojovníky a ti tvořili malé, samostatně operující skupiny o počtu 4 – 5 lidí – známé jako „Komanda Smrti“ (Death Squads). Důvodem byl hlavně fakt, že tyto malé skupiny se velmi těžko narušují zásahy protivníků i oficiálních pořádkových sil. Ti nejlepší z těchto komand byli později vybráni jako oficiální vůdci UFF. Násilí páchané komandy UFF bylo často velmi brutální a nejednou se objevily i případy zohavování mrtvol, primárně jako odstrašující příklad pro členy IRA a katolickou komunitu.
Další významnou akcí UDA/UFF byla podpora stávky Ulsterské Dělnické Rady (UWC) proti ustanovením mírové Sunningdaleské konference roku 1974. Návrhy Sunningdaleské konference měly ukončit násilnosti v Severním Irsku, ale stávka protestantských dělníků zabránila konkrétním řešením. Role UDA/UFF v této stávce byla jasná – udržet protestantské dělníky doma, a to zejména v raných stádiích stávky. UDA/UFF k tomuto účelu používala vydírání, zastrašování, uliční blokády a lehké násilí. Stejnou metodu se pokusila UDA/UFF využít v roce 1977 na obnovení samostatného severoirského parlamentu, ale neuspěla. Snížení počtu útoků a dlouhodobý neúspěch paramilitárních skupin vedl na přelomu 70. a 80. let k relativnímu úpadku násilných teroristických aktivit a obecné podpory paramilitárních skupin.
Nárůst násilných aktivit opět přišel na přelomu 80. a 90. let. Členové UDA/UFF se zaměřovali na útoky proti katolické komunitě a předním představitelům irského republikanismu. Například roku 1984 se členovi UFF málem podařilo zabít Gerryho Adamse, předsedu irské republikánské strany Sinn Féin.
Podle projektu Ulsterské univerzity CAIN je celkem UDA zodpovědná za 113 mrtvých a UFF za 147 mrtvých.

## Příměří
V lednu 1998 vyhlásila UDA/UFF příměří a oficiální zastavení násilných aktivit v souladu s tzv. Good Friday Agreement. Ovšem násilí úplně nevymizelo, ale alespoň se na nějaký čas zmírnily používané metody násilí. Častěji se jednalo o případy zbití nebo postřelení obětí za účelem výhrůžky, ale celkový počet vražd poklesl. Násilí však začalo eskalovat a v roce 2001 bylo prohlášeno že UDA/UFF již nesplňuje podmínky příměří. Od roku 2001 však UDA/UFF začala násilí utlumovat a nadále se věnovala hlavně kriminálním aktivitám jako vydírání a pašování narkotik. Konečné zastavení násilí UDA/UFF vyhlásila v roce 2007, avšak skupina známá jako Bojovníci Rudé ruky (Red Hand Defenders – RHD), u které se předpokládá že ji tvoří členové UDA/UFF, kteří nejsou ochotní zastavit násilí, stále, i když v malé míře pokračuje v násilných aktivitách na území Severního Irska.